# Черчилль, Джон, маркиз Блэндфорд
Джон Черчилль, маркиз Блэндфорд (13 февраля 1686  — 20 февраля 1703) — старший сын Джона Черчилля, 1-го герцога Мальборо (1650—1722), и Сары Дженнингс (1660—1744), близкой подруги королевы Анны Стюарт. Наследник герцогства Мальборо. Маркиз Блэндфорд скончался бездетным в 1703 году, и после смерти отца в 1722 году герцогство перешло к его старшей сестре Генриетте, леди Годольфин (урожденной Черчилль).

## Жизнь
Джон Черчилль родился 13 февраля 1686 года. Его отцом был английский военачальник Джон Черчилль, а матерью — Сара Дженнингс, младшая дочь политика Ричарда Дженнингса. В то время как Джон Черчилль был протестантом, его жена родилась в католической семье. В феврале 1686 года Джон Черчилль был крещен, его крестными стали Ричард Тальбот, 1-й граф Тирконелл (супруг Фрэнсис Дженнингс, сестры Сары) и Сидни Годольфин, 1-й граф Годольфин. Практически ничего не известно о его детстве, когда его родители не занимали видного положения при королевском дворе.
14 декабря 1702 года королева Великобритании Анна, близкая подруга матери молодого Джона Черчилля, создала для его отца титул герцога Мальборо. Еще ранее король Вильгельм III и королева Мария II возвели Джона Черчилля в звание графа Мальборо. Таким образом, его дети, в том числе младший Черчилль, стали носить титулы лорда и леди. Графиня Мальборо родила второго сына Чарльза Черчилля (1690—1692), который вскоре скончался. В 1702 году, когда его отец получил титул герцога Мальборо, он был удостоен титула маркиза Блэндфорда.

## Образование
В 1696 году 10-летний Джон Черчилль был отправлен на учёбу в Итонский колледж, где он учился четыре года до 1700 года. Сам маркиз Блэндфорд желал начать военную карьеру, как и его отец, но его мать была обеспокоена возможными рисками и хотела передать герцогский титул по мужской линии. В 1700 году 14-летний Черчилль был отправлен в Королевский колледж в Кембридже. Блэндфорд был особенно близок к своему крестному отцу, графу Сидни Годольфину, с которым он часто бывал, путешествуя из Кембриджа в Ньюмаркет.

## Смерть
В начале 1703 года 17-летний маркиз Блэндфорд заразился оспой. Герцогиня Мальборо находилась у постели больного сына, а королева Анна отправила к нему своих собственных личных врачей. Утром в субботу, 20 февраля, Джон Черчилль скончался в Королевском колледже. Его отец сильно горевал о сыне. Герцог и герцогиня Мальборо покинули Кембридж и поселились в своём загородном доме в Сент-Олбансе, чтобы оплакивать смерть своего сына и наследника. Эдвард Грегг, биограф королевы Анны, утверждал, что маркиз Блэндфорд был любимым ребенком в семье.